# 默林 (加利福尼亞州)
默林（英語：Merlin）是位於美國加利福尼亞州普盧默斯縣的一個非建制地區。該地的面積和人口皆未知。

## 地理
默林的座標為39°53′18″N 121°22′01″W / 39.88833°N 121.36694°W，而該地的平均海拔高度為558米（即1765英尺）。